# Carnaval in Halle

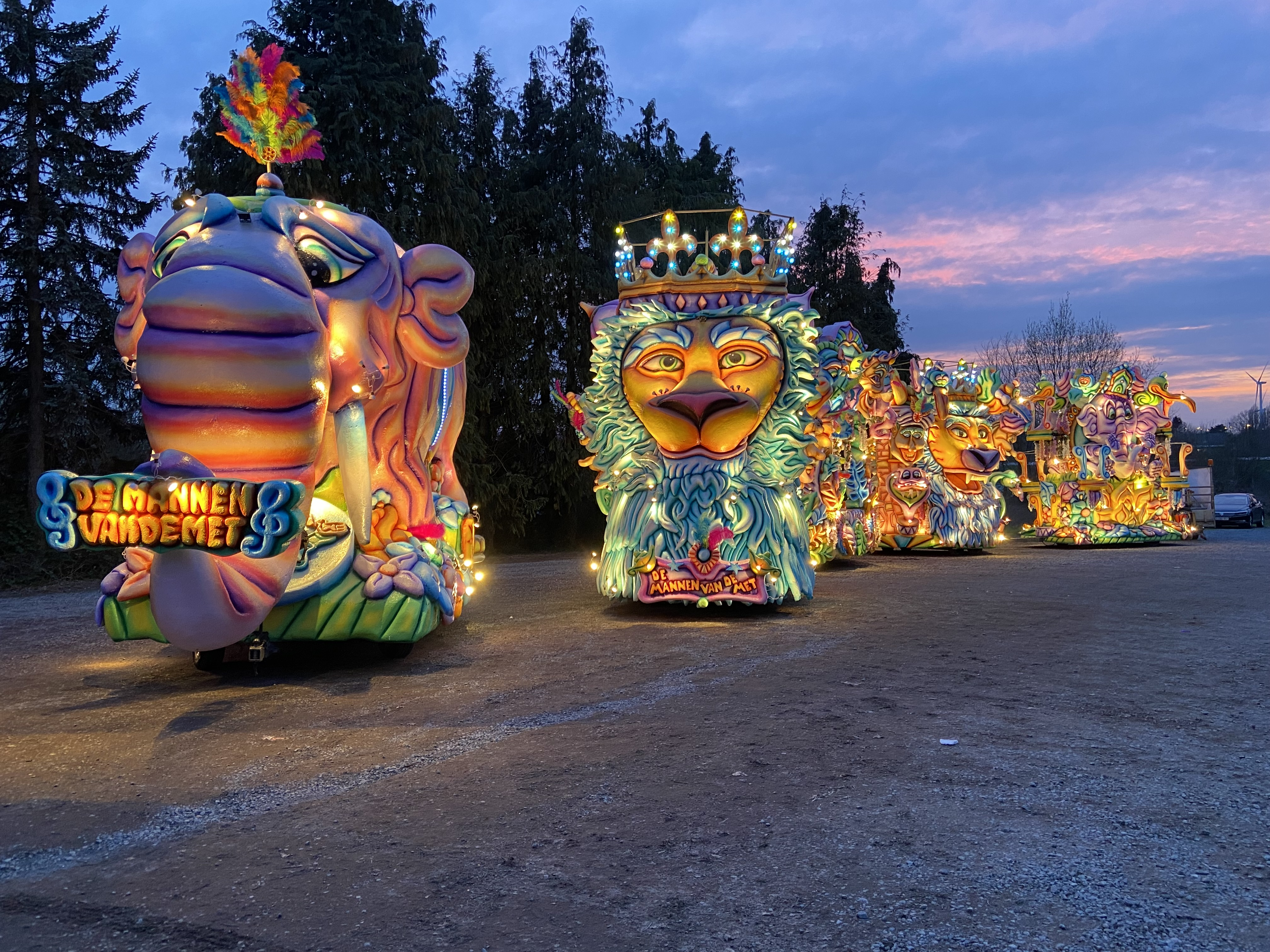
De char van HKV Mannen van de Met jaar 2023 getrokken tijdens de doop van de char (foto: Shoni Ransy)

Het Halse carnaval is een carnaval in België. Halle draagt de titel van "Carnavalhoofdstad van Vlaams-Brabant". Volgens de krant Het Nieuwsblad was in 2006 het Halse carnaval het grootste carnaval van het land (volgens het aantal feestvierders en gespreid over de carnavalsdagen).

## Geschiedenis

### Van de middeleeuwen tot de 19e eeuw
Onderzoek heeft uitgewezen dat het Halse carnaval zeker sinds 1403 bestaat, uiteraard in een andere vorm dan nu. Dit jaartal is vastgesteld aan de hand van de stadsrekeningen waarin melding wordt gemaakt van betalingen aan doortrekkende "pijpers en blazers":
 Item des discendaghes na grooten vastelavont quamen ons gheduchten heeren pijpers te halle end doe was hun ghegheven te verdrinkene Vs. VIId.— Halse stadsrekeningen 1403
Op Laetare werd net zoals in Brabant en Vlaanderen 'Sinte Greef' gevierd (Halle was een Henegouwse stad). Men kocht dan koeken mannetjes in de vorm van dit figuur. Opmerkelijk is dat de heilige niet bestaat.

### Van ban naar nieuwe start
Eind 19e eeuw, begin 20e eeuw poogde de Kerk carnaval uit het land te bannen omdat het een verderfelijk feest van ontucht zou zijn. Daarom trok menig Hallenaar met de trein naar Binche op Vastenavond. Hiertoe werden zelfs speciale spaarkassen opgericht. Wel waren er 'lopers' op pad tussen Vastenavond en Halfvasten.
Om de Halse bevolking haar spaarcenten in de eigen stad te laten uitgeven verenigden de handelaars zich op 10 april 1905 in Halattraction en haalden met Halfvasten een kermis en stoet naar de stad. De economie stimuleren stond hoog op de agenda maar men had ook oog voor volksvermaak en liefdadigheid. Die liefdadigheidsdoelstelling leeft nog altijd voort in het goede doel dat Halattraction ieder jaar voorstelt. Deze foor groeit uit tot het grote moderne carnavalsfeest waarvoor Halle vandaag bekendstaat.
Aangezien de bevolking arm was, verkleedden vele mensen zich met oude kleren van hun eega. Wanneer de koopkracht steeg kozen meer feestvierders voor andere kostumering en zodoende is net als in vele andere carnavalssteden de vuil jeanet in Halle nog zelden te zien.
In de jaren vlak voor de Eerste Wereldoorlog reed de stoet niet altijd uit en vlak erna en in de jaren 20 werd ze ook niet meer georganiseerd. Sinds 1932 is de stoet al elk jaar door de straten getrokken.

### Groei in de late 20e eeuw
Na de Tweede Wereldoorlog werden er met Halfvasten ook carnavalsbals georganiseerd. Vanaf de jaren '70 is Krottenmaandag toegevoegd aan het carnavalsweekeinde.
Traditioneel mochten de top 5 chars op de Grote Markt blijven staan, na 2001 gebeurt dit nog slechts symbolisch omdat deze veel te groot zijn geworden. In de praktijk halen de groepen van categorie A altijd deze plaatsen. Deze categorie bevat de grote groepen, die naar hun omvang ook grotere chars bouwen. Deze chars bestaan geregeld uit een trekwagen en een twee tot drietal aanhangwagens. Soms bestaat een char uit vijf stuks. Als dit geweten is, is het begrijpelijk dat deze chars niet meer op de Grote Markt kunnen blijven staan. Dit zou het feestgewoel te veel hinderen (er zou geen plaats meer zijn) en de veiligheid zou ook drastig dalen (brandgevaar).
Aanvankelijk bestond de stoet nog uit buitenstedelijke groepen uit o.a. Aalst en Nederland. Gedurende de jaren '70 en '80 beginnen meer en meer plaatstelijke groepen het daglicht te zien. Zo ontstaan in 1965 KHKV De Boerkes en zullen HKV Dei van Sinte Roukes wagens uit polyester introduceren. Tot hiertoe maakte men carnavalwagens uit papier-maché. Met de groei van deze Halse verenigingen worden buitenstedelijke carnavalsgroepen verbannen en treedt de Halse carnavalstoet toe tot het selecte clubje van stoeten met groepen van eigen bodem en makelij. Voortaan rijdt op zondagnacht ook de Lichtstoet uit.
In 1999 kan de stoet voor de eerste maal zonder onderbreking van de wijk Sint-Rochus doortrekken naar de Grote Markt. Met de HST-werken en de bouw van het nieuwe station zijn de spoorwegen overkapt en verdween dus de overweg. Het nieuw ontstane Stationsplein op de overkapping herbergt ook een deel van de carnavalskermis.

### Het hedendaagse feest

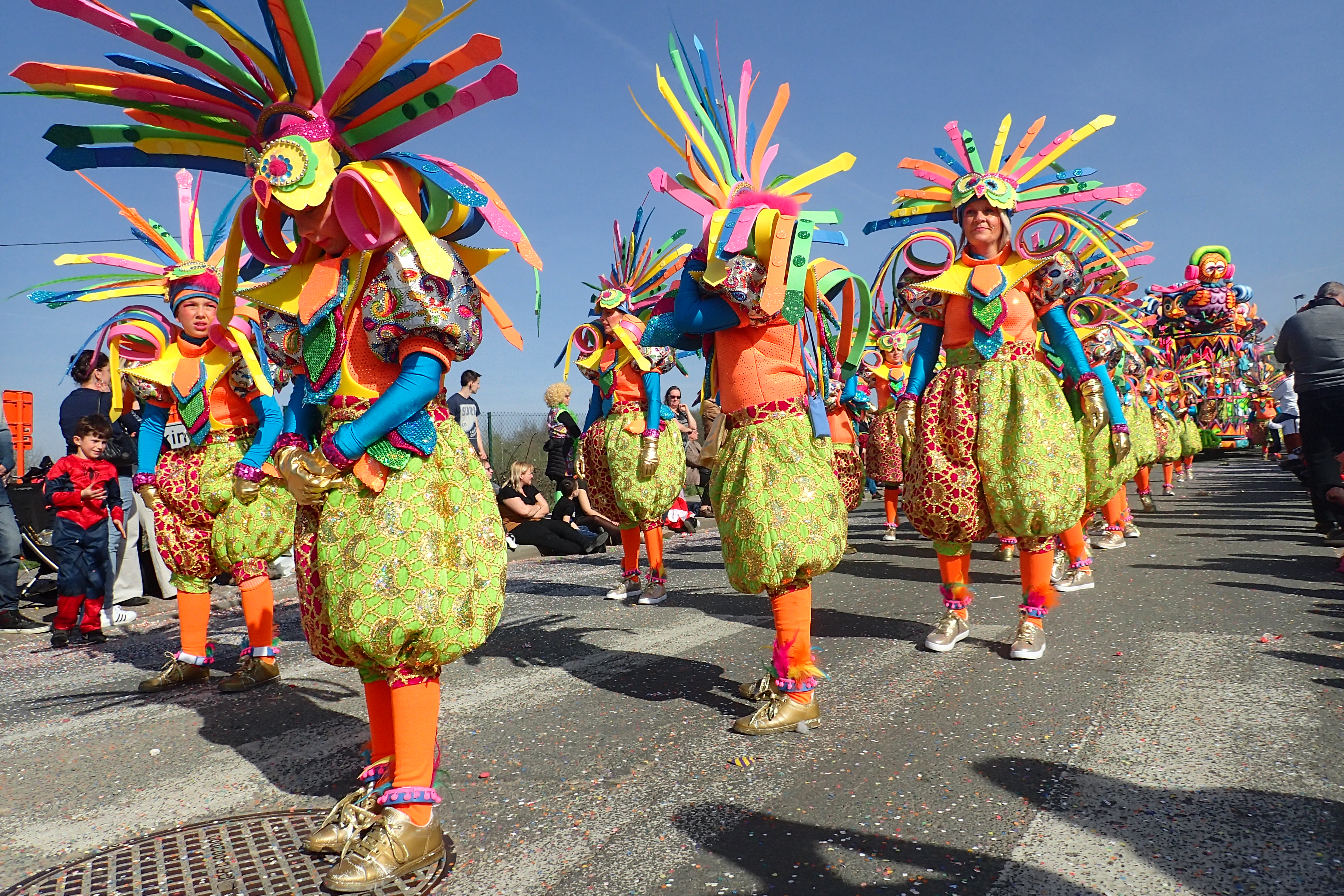
Optocht met groepen en praalwagens

De gemaskerde bals uit de jaren 70 en 80 worden niet meer georganiseerd. Zij hebben plaats geruimd voor openluchtfuiven in het centrum van de stad, jaarlijks verzamelen duizenden feestvierders zich voor drie dolle nachten op de Grote Markt, Beestenmarkt en Maandagmarkt. Ook de kroegen zijn populair tijdens de feestdagen en de Halse carnavalsverenigingen trekken vaak rond tussen de cafés. Praalwagens kunnen niet meer met de groepen rondreizen buiten de stoeten tussen deze kroegen. In de stadskern leidde dit soms tot hachelijke situaties in de smalle straten waar deze wagens elkaar niet kunnen kruisen en iemand achteruit moest.
Het feest blijft nog slachtoffer van haar succes wanneer de verbrandingen niet meer op hun traditionele tijd of plek kunnen doorgaan. De Verbranding van de Heerschappij wordt helemaal uit het weekeinde getild naar twee weken eerder en de Verbranding van Carnaval moet verhuizen naar het, in de volksmond, Leeuwenplein (Oud-Strijdersplein).
Bij aanvang van de 21e eeuw zijn wagens opgebouwd uit piepschuim nog de uitzondering. HKV De Gebeure zal de lokale pionier en leermeester in dit materiaal zijn, later zullen ook HKV Troep in Kannekes voor het materiaal kiezen. In de jaren '10 is er dan een plotse ommekeer en krijgt piepschuim de overhand over polyester, zodoende dat anno 2017 de verhoudingen bijna helemaal omgekeerd zijn tegenover vijf jaar eerder. Argumenten die groepen aanhalen om over te stappen zijn properder en sneller werken, daarnaast stinkt het bewerken van polyester en kruipt deze geur in de kleren. De tegenargumenten zijn dan het meer fragiel materiaal en het gebrek aan duurzaamheid. Polyester is steviger dan piepschuim en daardoor aantrekkelijker voor andere groepen om zulke wagens aan te kopen.
Desondanks is de wagen van papier-maché nog niet verdwenen. Jonge en kleine groepen durven nog wel voor dit materiaal kiezen. Ook hout en karton kunnen gebruikt worden, in deze gevallen gaat het normaliter over niet-gemotoriseerde voertuigen van beperkte omvang.
Een ander fenomeen dat komt overwaaien uit Aalst en Ninove is de opkomst van stoetliedjes. Een stoetlied is een lied in het thema van de carnavalsgroep in overeenstemming met de praalwagen en het kostuum. Zulk lied kan het uitgewerkte thema duidelijker tot uitdrukking laten komen voor toeschouwers van de optochten. HKV De Leste Kannekes was de eerste Halse carnavalsvereniging die een stoetlied inzong in 2013, zij kregen hiervoor ook de vernieuwingsprijs van Halattraction. In 2014 is dit voorbeeld overgenomen door vier andere groepen. Sporadisch vindt het stoetlied ingang bij andere carnavalsgroepen.
In de moderne tijden zijn niet enkel de praalwagens verlicht, maar ook de meeste kostuums van de figuranten. Een andere vernieuwing is het populaire gebruik van schuimrubber om grootsere kostuums (en voornamelijk hoofddeksels) te maken.

## Eigenheden
Het Halse carnaval wordt gevierd rond Halfvasten, aan de vooravond van de strenge vasten.
In het Halse carnaval zijn kenmerken van het Bourgondisch straatcarnaval en Rijnlands carnaval terug te vinden. Opmerkelijk is dat men hier niet de Raad van Elf kent, wel heeft men een carnavalsraad waar vertegenwoordigers van de verenigingen in zetelen. Het college van burgemeester en schepenen verkleedt zich traditioneel ook elk jaar in een gezamenlijk thema.
Het Halse carnaval is het carnaval dat het meest verweven is met het katholieke geloof. Dit uit zich o.a. in de kaarsofferande van de Gilles op zondag en het dragen van eieren naar het klooster door het heersende prinsenkoppel.
Tijdens de driedaagse wordt de gemeente verdeeld in drie zones. In de eerste zone, die de Grote Markt, Beestenmarkt en Maandagmarkt bevat, mag muziek buiten afgespeeld worden tot 6 uur. De tweede zone beslaat ongeveer het hele stadscentrum en hier mag muziek weerklinken tot 3 uur. De laatste zone is de foor en alle andere straten en pleinen van de gemeente en er mag tot 1 uur muziek gespeeld worden. 's Nachts mag er nergens op het grondgebied van Halle muziek uit de praalwagens klinken, om overlast te voorkomen.
Waar normaliter veelvouden van tien jaar bestaan extra gevierd worden, zijn voor Halse carnavalsverenigingen en prinsen/prinsessen veelvouden van elf extra speciale jaren. Dit wordt speciaal in de verf gezet door een stapje verder te gaan dan andere jaren of een speciaal hieraan gewijd 'jubileumfeest' te geven voor of na carnaval. Wanneer het een prins of prinses carnaval betreft mogen zij op carnavalszondag het gulden boek ondertekenen als onderdeel van de pronkzitting.
Elk jaar sinds 1959 krijgt Reus Vaantjesboer een peter of meter. Deze traditie was sinds de jaren 1990 enige tijd onderbroken maar is wederom opgenomen sinds 2016. Net als de reus krijgt ook het standbeeld van de kleine Vaantjesboer zijn peter, een overlevering die is opgestart in 1990. Het peterschap bij deze instituten wordt meestal opgenomen door een groep of instelling zoals er waren de Politiezone Halle, HKV De Maskottes of De Wijngeuzen. Ook de praalwagens krijgen hun meter en peter aangesteld door de groepen en de Orde der Prinsessen heeft elk jaar haar ambassadeur.

## Carnavalsverenigingen
In Halle wordt het onderscheid gemaakt tussen vriendenkringen en groepen. Het verschil bestaat erin dat de groepen een praalwagen, in Halle char (uitgesproken als sjaar) genoemd, bouwen. In de praktijk bouwen de grotere verenigingen jaarlijks een char. Deze chars worden opgetrokken in papier-maché, piepschuim, polyester of polythuraan. Een rollenpatroon dat bij veel groepen voorkomt is dat vrouwen hoofdzakelijk aan de kledij werken terwijl mannen zich vooral bezighouden met het bouwen van de praalwagen. Als een groep er niet in slaagt haar praalwagen te verkopen zal zij deze moeten slopen om plaats te maken voor een nieuwe. Dit betekent ook een financiële kater voor de groep daar de opbrengst besteed wordt om de nieuwe wagenbouw te bekostigen, in de jaren 90 kon de kostprijs van een char al oplopen tot 400.000 BEF (9.915,74 euro). Halle kent geen centrale werkhal zoals men dit heeft in Bergen-op-Zoom of Aalst en het thema wordt quasi jaarlijks opgeborreld maar ook binnen de carnavalsgemeenschap zelf is er geen eensgezindheid over de noodzaak aan zo een werkplaats.
Halle telt ongeveer 50 officiële carnavalsverenigingen, in 1986 stond dit aantal nog op een dertigtal. In de opsomming duidt het jaartal op de eerste deelname in de stoet, voor de gewezen verenigingen is dit het laatste jaar van deelname. Op de Nachtratten na is elke groep die met polyester werkte in het tweede decennium van de 21e eeuw overgestapt naar piepschuim.
| Groepen en vriendenkringen | Groepen en vriendenkringen | Groepen en vriendenkringen |
| Naam                       | Sinds                      | Opmerking |
| -------------------------- | -------------------------- | --- |
| Azuu en nie Anders         |                            | |
| D'Afzakkers                | 1996                       | |
| Den Belleman               | 2003                       | in zijn jubileumjaar 2013 als groep i.p.v. als individueel |
| De Boerkes                 | 1965                       | - Koninklijke vereniging sinds 2017 |
| Den Buum In                | 2022                       | |
| Dei van ba Chic            | 1992                       | polyester tot 2015 |
| Dei me ne Hoek af          | 2017                       | |
| Dei van Ouver 't Woeter    | 2012                       | |
| 't Droit Veerkant          | 2023                       | |
| 't Es Allemoe Da Nie       | 2016                       | |
| 't Es Wei van Da           | 2014                       | |
| De Fleerefluiters          | 2003                       | |
| De Froesjeleirs            | 1974                       | |
| De Gebeure                 | 1976                       | stoetlied sinds 2014 |
| De Gigippekes              | 2017                       | |
| De Hallemettekes           | 2003                       | - in 2017 HKV Zu Geboure opgenomen |
| De Kalisjkes               | 2022                       | |
| De Kameroete               | 2023                       | |
| De Ketjes                  | 2011                       | Groep vanaf 2020, voorheen vriendenkring. |
| De Leste Kannekes          | 2006                       | - samensmelting 'De Leste' en 'Troep in Kannekes' - stoetlied sinds 2013 |
| Losluupend Wildj           | 2023                       | |
| De Mannen van de Met       | 1988                       | - stoetlied sinds 2014. Behaalden het meest aantal keren de 1ste plaats samen met HKV Dei van Sinte Roukes.                                                                                             |
| De Maskottes 2.0           | 1995                       | Sinds 2019 een vriendenkring verder gezet uit de restanten van 'De Maskottes'. |
| De Miniatuurkes            | 2007                       | - ontstaan uit Mini-Tastendeuvel |
| De Muyllekes               | 2015                       | - voormalige leden van HKV Kerjuizenuize |
| De Muskebiers              | 2015                       | |
| De Nachtratten             | 1972                       | 1975: Winnaar in papier maché, 1981 winnaar in piepschuim, 2000 winnaar in polyester. |
| De Pertotallekes           | 2022                       | |
| Propulsion                 | 2015                       | |
| De Roeftoejoerkes          | 2007                       | tot 2013 'De Rioukes' |
| Ronny de Facteur           | 1992                       | Maakte en verkocht tijdens de coronacrisis 2000 houten hartje ten voordele van de carnavalsgroepen. Dit bracht in totaal 17000 € op mede dank zijn De Gilles en Pierrots van Groot Halle en De Gebeure. |
| Skief Bezjoebert           | 2020                       | |
| De Smosjterpotten          | 2001                       | De groep is een afsplitsing van 'De Nachtratten'. In 2010 en 2011 hebben zij met polythuraan geëxperimenteerd waarna zij terug zijn overgegaan op polyester. Sinds 2017 bouwen zij in piepschuim.       |
| De Stoute Mennekes         | ?                          | - in 2013 gekend als De Stoute Smoelentrekkers |
| Tafel 7                    |                            | |
| Tienentander               | 2011                       | |
| Traction                   | ?                          | vriendenkring |
| Van Moete Meuge            | 1977-2025                  | Enige groep die echt op de actualiteit inspeelt. |
| E Vat Vol Nuizekes         | 2020                       | Samensmelting 'Van 't Vat' (2012) en 'Kerjuizenuize' (2008). |
| Van Uure Zegge             | 2014                       | eerste jaar enkel als vriendenkring |
| De Vrie Kadeikes           | 1992                       | stoetlied sinds 2014 |
| Wemmetgat                  | 2013                       | |
| Wizjewazje                 | 2023                       | |

| Ordes en Dweilorkesten                  | Ordes en Dweilorkesten | Ordes en Dweilorkesten |
| Naam                                    | Sinds                  | Opmerking |
| --------------------------------------- | ---------------------- | --- |
| Confrerie van de Vaantjesboer           | ?                      | - Deze vereniging speelt een sleutelrol in de Halse carnavalstradities met haar Reus Vaantjesboer en wordt daarom in deze tabel opgenomen. - promotie van de Reuzencultuur in Vlaanderen |
| Gilles en Paysannes van Sint-Rochus     | 1988                   | - orde - afscheuring van 'Gilles en Pierrots van Groot-Halle' |
| Gilles en Pierrots van Groot-Halle      | 1977                   | - orde Telt 88 leden |
| De Halse Dansmariekes                   | 1982                   | - orde - begeleiden de prinselijke wagen |
| Orde der Hofmaarschalken en Hofdames    | 1980                   | - Vroeger werd de 2e in de prinsenverkiezing Hofmaarschalk. Momenteel is dit niet meer het geval. - bijnaam: 'De Oedelekste Sosjeteit van Halle'                                         |
| Orde van Mini-Tastendeuvel              | 1984                   | - orde - Verenigt de mini-Prinsen en mini-Prinsessen Carnaval |
| Orde der Prinsessen                     | ?                      | - orde - verenigt de Halse prinsessen carnaval - bijnaam: 'De Skuunstje Sosjeteit van Halle'                                                                                             |
| Orde van Tastendeuvel                   | 1972                   | - orde - verenigt de Hasle prinsen carnaval - bijnaam: 'De Prinstepolste Sosjeteit van Halle'                                                                                            |
| Orde der Senioren                       | 1991                   | - orde - verenigt de senioren-prinsen en senioren-prinsessen carnaval |
| Pachamama Bolivia                       | 1996                   | - orde - vertegenwoordigen de Boliviaanse gemeenschap in Halle - gaan enkel mee in de zondagstoet en tonen daar een Boliviaanse dans                                                     |
| Stedelijke Prinsengarde en Cantinièrkes | ?                      | - orde - beschermt het heersende prinsenpaar |

Voormalige verenigingen:
Deze verenigingen van voor 1905 trokken naar Binche om carnaval te vieren omdat het in Halle niet mocht:
- Cercle Dramatique de Hal (ook als Cercle Musicale, Cercle Musicale Dramatique); Mirlitonistes Hallois; Joyeux Mirlitonistes; Schuppen Zo-ot; Les Sans-Gène; Les Gais Carnavalistes; Les XX Hallois.[13]

Dit is een opsomming van groepen van na de Tweede Wereldoorlog:
- Dei van Sinte Roukes; de Snullekes; De Vrie Machines; De Zavelkoppen; De Tonneklinkers; De Vergeitelinge; Nuutnithuis; De Raar Charels (1971-1993); De Miljoneirs; De Martiens; De Teloetkommers; De Sloapmoesjkes; Krot en Kompanie; De Beebuike; De Pedaaltrotters; De Rouz'Oulefante; De Bloemzakke; De Dasjtereirs; De Krottefretters (1999-2005); De Toffe Kadeis; Keekebisj (2008); de Konfetis (2009); Toeternitoe (2010); de Boemerangs (2010); de Vedetten (2010), "Ni Zoage, Pinte Vroage" (2011), de Keutelkes (2007-2011); Dei Van 't Stad (2010-2011); De Rioukes (2007-2012, naamswijziging in De Roeftoejoerkes); De Vougelkes Zonder Kop (2011-2012); De Zotte Gev'Halle (2011-2012); Wetchjegawa (2012); De Postichkes (1982-2013); De Dollekes (1990-2015); Zu Geboure (2010-2016), De Kassaafretters, De Fontonellekes, De Barielgangers (2011-2019), Van Moete Meuge (1977-2025).

Dit is een opsomming van oud-vriendenkringen:
- De Ambiancemoakers; Nuut Nie Tuis; De Miss Maschen (2009); de Mamzellen (2009); de Lapsjaars (2010); de Boerkes & Boerinnekes van Biet (2010); de Zievereirs (2010); de Luupers (2010); Boekske, Boekske & Boekske (2011); De Halliweejs (2011); Skots en Skief (2010-2011); 't Moest er van Komme (2011); de Hallywoods.

## De Aanloop naar Carnaval
Aan het carnavalsweekeinde gaan traditioneel nog de volgende evenementen vooraf die een direct verband met carnaval zelf inhouden:
Carnavalsrevue
De Carnavalsrevue is een komische musical met in meerderheid amateurs uit de lokale carnavalsgemeenschap naar de hand van Sonny Vanderheyden en Nico de Pelseneer. De voorstelling drijft de spot met de plaatselijke actualiteit. De eerste opvoering van de carnavalsrevue vond plaats in 2000.
Aan het einde van de Carnavalsrevue wordt de Gouden Mastel uitgereikt aan een persoon of vereniging die een verdienstelijke inzet heeft gedaan voor het Halse Carnaval. Dit theaterstuk is traditioneel het eerste carnavaleske moment in het seizoen, de editie van 2012 vond uitzonderlijk plaats in december wegens werkzaamheden aan de cultureel centrum waar de opvoering plaatsvindt.
Doop Prinsenpaar
Op 11 november doopt de Orde der Prinsessen de heersende prinses carnaval. Als zij de opgelegde proeven succesvol doorstaat wordt ze opgenomen in de orde. Op 11 november, met de start van het carnavalsseizoen is het de beurt aan de heersende prins carnaval en de Orde van Tastendeuvel.
Het seniorenprinsenpaar wordt gedoopt wanneer het nieuwe seniorenpaar aangesteld wordt, zij worden als ze slagen in de proeven opgenomen in de Orde der Senioren.
De doop van het miniprinsenpaar vindt plaats de dag na Kindercarnaval, zij hebben een meter en peter die tevens enkele proefjes moeten afleggen. Net zoals de andere prinsen en prinsessen worden zij opgenomen in hun orde, de Orde van Mini-Tastendeuvel, wanneer de proeven tot een goed einde gebracht worden.
Wintercarnaval
In 2007 werd er een Wintercarnaval georganiseerd in het cultureel centrum om de groepen even uit hun werkplaatsen te halen en samen te brengen.
Carnavalitis
Carnavalitis is een wekelijks programma op de lokale radiozender Radio Victoria omtrent carnaval. Tijdens het programma komen zowel muziek, nieuws als interviews aan bod. Uitzendingen vinden plaats vanaf januari tot het carnavalsweekend. De laatste week voor carnaval is er een extra uitzending op dinsdag en sommige jaargangen tevens op woensdag. Om de twee weken wordt er live uitgezonden vanuit een kroeg, de andere weken vanuit de studio.
Naast de wekelijkse uitzendingen worden enkele bijzondere evenementen ook live uitgezonden zoals de Prinsenverkiezing of het Aanstellingsgala van de Hofmaarschalken en Hofdames.
Carnavalitis in 't Lang was een speciale uitzending op een zaterdag met live optredens en de uitreiking van de Tagada-trofee. Tegenwoordig is dit evenement omgevormd tot een extra lange uitzending vanop locatie op maandag in de Krokusvakantie.
Halle op Losse Schroeven
Halle op Losse Schroeven is een liedjes- en showwedstrijd, waarvoor respectievelijk de Gouden Micro en de Wisselbeker Edmond Demesmaeker uitgereikt worden.
In 2014 won de Orde van Mini-Tastendeuvel de showwedstrijd voor de derde keer op rij en mag daarom de wisselbeker houden.
Prinsenverkiezing
Tijdens de prinsenverkiezing wordt bepaald welk koppel prins en prinses carnaval wordt. Een kandidaat-prins komt altijd op samen met een kandidaat-prinses, de onderlinge band die de twee kandidaten hebben is niet van belang. Elk koppel heeft telkens twee getuigen die er voor hen over waken dat de wedstrijd/verkiezing eerlijk verloopt.
Onderdelen van de prinsenverkiezing bevatten een rode draad, mini-rode draad, theoretische en praktische proeven. Er zijn proeven voor de gezamenlijke koppels en proeven voor de mannen en vrouwen afzonderlijk. De hele dag van de prinsenverkiezing is een afvallingswedstrijd met aan het einde de mogelijkheid voor het publiek in de zaal te stemmen voor hun favoriet uit de laatste koppels.
De winnaars verdienen niet enkel de titel van Prins en Prinses Carnaval Halle maar krijgen ook een geldbedrag en hun carnavalskostuum aangeboden door Halattraction, waar elders de regerende prins zelf voor zijn uitrusting moet zorgen. De titel prins(es) carnaval is in Halle voor het leven, dat geldt ook voor de mini's en senioren die afzonderlijk aangesteld worden.
Het seniorenprinsenpaar wordt aangesteld door de Orde der Senioren i.p.v. verkozen. Wel moeten zij bewijzen dat ze het waard zijn en daartoe dienen zij enkele ludieke proeven af te leggen.
Het miniprinsenpaar wordt aangesteld tijdens Kindercarnaval. In dit geval zijn de prins en prinses wel afzonderlijk kandidaten. Het aantal kandidaten wordt beperkt tot tien en idealiter volgens een gelijke verdeling jongens/meisjes, in de praktijk blijkt echter het aantal inschrijving bij meisjes hoger te liggen dan bij de jongens. Net zoals de 'grote' prins en prinses moeten zij enkele proeven afleggen, waaronder een kleine show. De jongen en het meisje die op de tweede plaats stranden, worden benoemd tot mini-hofnar en mini-hofnarcis.
Soumonces
Zie Gilles (carnaval)#Algemeen voor meer uitleg.
De zesde, vierde en tweede week voor carnaval houden de Gilles en Pierots van Groot Halle een soemonce. Dit gebruik was ook bekend bij de Luupers. Alvorens hiertoe over te gaan worden de nieuwe klompen met cognac gedoopt.
Verbranding van de Heerschappij
Twee weken voor carnaval wordt de heerschappij van het prinsenpaar verbrandt op de Grote Markt (in 2018 was het uitzonderlijk op het Leeuwenplein), het betreft weliswaar de heerschappij van het prinsenpaar van het jaar voordien. 2010 was de eerste maal dat dit gebeurde voorafgaand aan carnaval, voordien werd dit op zaterdagavond van carnaval gedaan. Net zoals de kwestie met de praalwagens op de Grote Markt is ook hier het motief dat de veiligheid niet meer gegarandeerd kan worden door de toegenomen opkomst. Ook nu werd deze beslissing niet met open armen ontvangen en stuitte ze op kritiek.
Sinds 2013 is de Carnavals Top 100 aan dit evenement gekoppeld, waarbij de top 11 live optreedt op de Grote Markt indien het Halse artiesten betreft. Beide Gillesorders werken de verbranding ook samen uit, waar dit voordien enkel gebeurde door de Gilles en Pierrots van Groot-Halle.
Kindercarnaval
Kindercarnaval vindt plaats het weekend voor het echte carnaval. Tijdens dit feest worden ook de miniprins en miniprinses verkozen. Zij hebben de eer om de volgende dag de Carnavalsfoor officieel te openen.

## Het Carnavalsweekeinde
Tegenwoordig duurt het carnaval drie dagen. Aan het weekend is dan de maandag toegevoegd, de meeste Halse scholen geven op deze dag vrijaf. Begin 21e eeuw doen ook meer scholen de deuren op dinsdag dicht.
Onderstaand programma is jaarlijks grotendeels hetzelfde, soms worden er kleine wijzigingen aangebracht.
De activiteiten met carnaval zijn ook te volgen op de lokale radio van Halle.
Zaterdag.
Traditioneel vertrekt op zaterdag de Deuvelstoet richting Grote Markt, waar bij aankomst het brouwen van de prins en het verwekken van het vrouwelijk schoon plaatsvindt. Eerst wordt het vrouwelijk schoon verwekt. Bij het brouwen van de prins testen zijn voorgangers of hij al rijp is door rond de ton te lopen, gelijktijdig met hun scepter op de ton te tokken en Duivelsbier drinken. De folklore wil dat de prinsen aan de hand van het Duivelsbier kunnen bepalen of de prins er klaar voor is. Wanneer dit het geval is mag de nieuwe prins uit de ton komen en dragen de prinsen van de twee voorgaande jaren hem op hun schouders naar het podium. Waarna de prins ook een betoog houdt over de lokale actualiteit zoals in de meeste carnavalssteden gebeurt, hierna krijgt de burgemeester het woord om zich te verdedigen en de macht en de stadssleutel over te dragen.
Zodra dit gebeurd is, verlaat men de Grote Markt en trekt men naar de Beestenmarkt om het standbeeldje van de Vaantjesboer een carnavalskostuum aan te trekken. De plunje die het standbeeldje aangetrokken krijgt was dikwijls het kostuum van de groep die de vorige editie won maar in recentere jaren opteert men eerder een verdienstelijk instituut of organisatie. Zo werd het beeldje ooit een politieagent als eerbetoon aan het Halse politiekorps tijdens Carnaval.
Tot 2010 werd 's avonds dan de heerschappij van het oude prinsenpaar verbrand op de Grote Markt door de Gilles & Pierrots van Groot-Halle. Dit laatste gaat gepaard met het afwisselend hurken en opstaan zolang de heerschappij brandt.
Zondag.
's Morgens halen de gilles het prinsenpaar thuis op. Vanaf 6 uur 's nachts doen de Gilles hun rondgang door de straten van Halle om de inwoners wakker te maken om carnaval te vieren en de lente in te luiden.
Op zondagmorgen vinden dan de kaarsofferandes door de Gilles plaats, een in de basiliek van Halle ter ere van de Zwarte Madonna van Halle en een in Sint-Rochuskerk. Dit om een goede afloop te bewerkstelligen. Verder vindt dan nog in de voormiddag de pronkzitting plaats, waar het schepencollege dan haar kostuum voorstelt. Het is ook deze ochtend dat men een dans doet op de Grote Markt rond het standbeeld van Servais.
Na de middag vertrekt dan de grote stoet (Hals: kortèsj), voorafgegaan door een openingsceremonie. Nu zijn de chars voor de eerste maal voor het grote publiek te bezichtigen, de verenigingen hebben nu ook hun nieuw kostuum aan. Het dragen van het nieuwe kostuum voor carnavalszondag zou ongeluk brengen. Voor de bestuurders van de grotere chars is het een kunst geworden om door de nauwe straten van de binnenstad trekken.
's Avonds, wanneer de nacht gevallen is, start de Lichtstoet. De laatste jaren is het traject van deze stoet verlengd wegens grote belangstelling. Wanneer de groepen dan op de Grote Markt aankomen, is het tijd om hun voorbereid dansje op te voeren.
Krottenmaandag.
Maandagochtend bezoeken de Gilles de stedelijke buitenwijken en gaan de hofhouding op bezoek in de rusthuizen om het carnaval bij de ouderen te brengen.
's Avonds is er ook de Krottenmaandagstoet die aan komt op de Grote Markt, waarbij de groepen ook direct te weten komen of ze in de top 5 zitten.
Later vindt dan de bekende Krottenworp plaats, waarmee een uniek juweel te winnen valt. In 2008 is dit van dubbele waarde (1000 €) want in 2007 is de gouden krot niet gevonden. Krotten zijn karamelachtig snoepgoed en streekproduct.
Later op de avond vinden de prijsuitreiking, verrassingsacts, het monstervuurwerk, de verbranding van de Luupers en de verbranding van Carnaval plaats.
Wanneer de laatste praalwagens na de Krottenmaandagstoet de Grote Markt verlaten hebben begint traditioneel de prijsuitreiking. Naast een algemene rangorde worden er per categorie nog drie bijkomende prijzen uitgereikt, zijnde: beste show, beste char en beste kostuum. Er zijn ook prijzen voor beste lichtshow, beste ambiance en de peper- en zoutprijs plus enkele andere prijzen uitgereikt door de Orde van Tastendeuvel en de Orde der Prinsessen.
Als afsluiter worden er sinds 2009 nog 250 T-shirts weggegeven op de Grote Markt en in feestcafés. Deze T-shirts bevatten de datum van carnaval voor volgend jaar en een spreuk in het Hals.
- 2009: 'De leste zen de beste.'
- 2010: 'Weial de leste, weial den beste.'
- 2013: 'Gillegans tagada'
- 2014: 'Ons Fiestje es Aale Fiestje'
- 2015: 'Ik was een Steir op Carnaval Halle'
- 2016: 'Stiengoe beizig'
- 2018: 'Zen ik ni fel in mijne marcel'
- 2019: 'Een et voe Carnaval Halle'
- 2022: 'Geil!'
- 2023: "Mercieeee Jos!"
- 2024: '100% Halle, Draa doage knalle'
- 2025: 'Op ons fiest es eedereen nen bijou!'

Krottenmaandag wordt door de meeste feestvierders als het hoogtepunt van het carnaval beschouwt.

## Uitslag op krottenmaandag
Voor de carnavalisten hun laatste dolle nacht induiken wachten ze nog even vol spanning op de prijsuitreiking. Deze wordt na de krottenworp bekendgemaakt. 
Vanop het podium op de grote markt wordt door de voorzitter van Halattraction de volledige rangschikking meegedeeld. Beginnend met het hoogste en zo tot nummer 1. De nummers 1 tot 6 zitten in categorie A. De nummers 7 tot 14 categorie B en vanaf 15 categorie C. Buiten de prijs voor de algemene winnaar bestaan in elk van deze categorieën ook de prijs voor char, kostuum en show. Sinds enkele jaren is er ook de publieksprijs. Later kwam ook de prijs voor beste stoetliedje. Dit laatste wordt uitgereikt door Gruute Met.
| Jaar | 2025                    | 2024                            | 2023                    | 2022                    | 2021              | 2020              |
| ---- | ----------------------- | ------------------------------- | ----------------------- | ----------------------- | ----------------- | ----------------- |
| 1    | De Gebeure              | De Mannen van de Met            | De Mannen van de Met    | De Gebeure              | Carnaval afgelast | Carnaval afgelast |
| 2    | De Mannen van de Met    | De Gebeure                      | De Gebeure              | De Mannen van de Met    | Carnaval afgelast | Carnaval afgelast |
| 3    | Van Uure Zegge          | De Smosjterpotten               | De Smosjterpotten       | De Leste Kannekes       | Carnaval afgelast | Carnaval afgelast |
| 4    | Schief Bezjoebert       | De Vrie Kadeikes                | d'Afzakkers             | De Vrie Kadeikes        | Carnaval afgelast | Carnaval afgelast |
| 5    | Smosjterpotten          | Schief Bezjoebert / d'Afzakkers | De Vrie Kadeikes        | De Smosjterpotten       | Carnaval afgelast | Carnaval afgelast |
| 6    | Dei van ba Chic         | /                               | Schief Bezjoebert       | d'Afzakkers             | Carnaval afgelast | Carnaval afgelast |
| 7    | De Leste Kannekes       | Van Uure Zegge                  | De Leste Kannekes       | Schief Bezjoebert       | Carnaval afgelast | Carnaval afgelast |
| 8    | De Vrie Kadeikes        | Dei van ba Chic                 | Van Uure Zegge          | Tienentander            | Carnaval afgelast | Carnaval afgelast |
| 9    | d'Afzakkers             | De Froesjeleirs                 | Tienentander            | E Vat vol Nuizekes      | Carnaval afgelast | Carnaval afgelast |
| 10   | 't Droajt Veerkant      | De Leste Kannekes               | Dei van ba Chic         | De Boerkes              | Carnaval afgelast | Carnaval afgelast |
| 11   | De Miniatuurkes         | 't Droajt Veerkant              | Tes Wei van Da          | De Froesjeleirs         | Carnaval afgelast | Carnaval afgelast |
| 12   | De Fleerefluiters       | De Fleerefluiters               | De Froesjeleirs         | Van Uure Zegge          | Carnaval afgelast | Carnaval afgelast |
| 13   | De Roeftoejoerkes       | De Ketjes                       | De Fleerefluiters       | De Fleerefluiters       | Carnaval afgelast | Carnaval afgelast |
| 14   | De Froesjeleirs         | Tienentander                    | De Roeftoejoerkes       | Dei van ba Chic         | Carnaval afgelast | Carnaval afgelast |
| 15   | Tienentander            | De Miniatuurkes                 | E Vat vol Nuizekes      | De Miniatuurkes         | Carnaval afgelast | Carnaval afgelast |
| 16   | De Ketjes               | E Vat vol Nuizekes              | De Boerkes              | Tes Wei van Da          | Carnaval afgelast | Carnaval afgelast |
| 17   | E Vat vol Nuizekes      | De Roeftoejoerkes               | De Miniatuurkes         | De Roeftoejoerkes       | Carnaval afgelast | Carnaval afgelast |
| 18   | De Boerkes              | Dei van Ouver 't Woeter         | De Ketjes               | De Ketjes               | Carnaval afgelast | Carnaval afgelast |
| 19   | Onnuuzel Gebaure        | De Boerkes                      | Dei van Ouver 't Woeter | De Hallemettekes        | Carnaval afgelast | Carnaval afgelast |
| 20   | De Pertotallekes        | Tes Wei van Da                  | De Hallemettekes        | Dei van Ouver 't Woeter | Carnaval afgelast | Carnaval afgelast |
| 21   | Dei van Ouver 't Woeter | De Hallemettekes                | De Pertotallekes        | Den Dasjtereir          | Carnaval afgelast | Carnaval afgelast |
| 22   | Tafel 7                 | Azuu en Ni Anders               |                         |                         | Carnaval afgelast | Carnaval afgelast |
| 23   | De Zotte Benne          | Wizje Wazje                     |                         |                         | Carnaval afgelast | Carnaval afgelast |
| 24   | Azuu en Ni Anders       | Onnuuzel Gebaure                |                         |                         | Carnaval afgelast | Carnaval afgelast |
| 25   | De Hallemettekes        |                                 |                         |                         | Carnaval afgelast | Carnaval afgelast |
| 26   | De Gekloesjte           |                                 |                         |                         | Carnaval afgelast | Carnaval afgelast |

| Jaar | 2019                 | 2018                    | 2017                    | 2016                 | 2015                 | 2014                 |
| ---- | -------------------- | ----------------------- | ----------------------- | -------------------- | -------------------- | -------------------- |
| 1    | De Gebeure           | De Gebeure              | De Gebeure              | De Gebeure           | De Maskottes         | De Mannen van de Met |
| 2    | De Mannen van de Met | De Mannen van de Met    | De Leste Kannekes       | De Maskottes         | De Gebeure           | De Gebeure           |
| 3    | De Leste Kannekes    | De Maskottes            | De Maskottes            | De Mannen van de Met | De Leste Kannekes    | De Leste Kannekes    |
| 4    | De Maskottes         | De Leste Kannekes       | De Vrie Kadeikes        | De Leste Kannekes    | De Mannen van de Met | De Vrie Kadeikes     |
| 5    | De Smosjterpotten    | De Smosjterpotten       | De Mannen van de Met    | De Vrie Kadeikes     | De Vrie Kadeikes     | De Maskottes         |
| 6    | De Vrie Kadeikes     | De Vrie Kadeikes        | d'Afzakkers             | De Smosjterpotten    | De Boerkes           | De Boerkes           |
| 7    | d'Afzakkers          | d'Afzakkers             | De Froesjeleirs         | De Fleerefluiters    | De Fleerefluiters    | De Smosjterpotten    |
| 8    | De Kerjuizenuize     | De Miniatuurkes         | De Fleerefluiters       | d'Afzakkers          | De Froesjeleirs      | d'Afzakkers          |
| 9    | Van Uure Zegge       | Van Uure Zegge          | De Smosjterpotten       | De Boerkes           | d'Afzakkers          | De Roeftoejoerkes    |
| 10   | De Fleerefluiters    | Tienentander            | De Miniatuurkes         | De Miniatuurkes      | De Smosjterpotten    | Dei van ba Chic      |
| 11   | De Barielgangers     | De Froesjeleirs         | De Boerkes              | De Roeftoejoerkes    | De Roeftoejoerkes    | De Froesjeleirs      |
| 12   | De Miniatuurkes      | De Fleerefluiters       | De Hallemettekes        | Van Uure Zegge       | Dei van ba Chic      | De Fleerefluiters    |
| 13   | Tienentander         | De Kerjuizenuize        | Tienentander            | De Fontonellekes     | Tienentander         | De Miniatuurkes      |
| 14   | De Boerkes           | De Boerkes              | De Kerjuizenuize        | De Froesjeleirs      | De Kerjuizenuize     | De Kerjuizenuize     |
| 15   | De Froesjeleirs      | Dei van ba Chic         | Dei van ba Chic         | De Hallemettekes     | De Hallemettekes     | Tienentander         |
| 16   | Dei van ba Chic      | De Hallemettekes        | Van 't Vat              | Zu Geboure           | Van Uure Zegge       | De Hallemettekes     |
| 17   | De Roeftoejoerkes    | De Barielgangers        | De Barielgangers        | Dei van ba Chic      | De Miniatuurkes      | De Barielgangers     |
| 18   | De Fontonellekes     | De Gigippekes           | De Fontonellekes        | Van 't Vat           | De Fontonellekes     | De Fontonellekes     |
| 19   | De Hallemettekes     | De Fontonellekes        | Van Uure Zegge          | Tienentander         | Zu Geboure           | De Dollekes          |
| 20   |                      | Van 't Vat              | De Roeftoejoerkes       | De Kerjuizenuize     | De Barielgangers     | Van 't Vat           |
| 21   |                      | Dei van Ouver 't Woeter | Tes Allemoe Da Ni       | De Barielgangers     | De Dollekes          | Zu Geboure           |
| 22   |                      | Tes Allemoe Da Ni       | Dei van Ouver 't Woeter |                      | Van 't Vat           | De Kassaafretters    |
| 23   |                      | De Roeftoejoerkes       | De Gigippekes           |                      |                      |                      |

| Jaar | 2013                 | 2012                    | 2011                    | 2010                   | 2009                   | 2008                   | 2007                 |
| ---- | -------------------- | ----------------------- | ----------------------- | ---------------------- | ---------------------- | ---------------------- | -------------------- |
| 1    | De Mannen van de Met | De Maskottes            | De Gebeure              | De Mannen van de Met   | De Gebeure             | De Mannen van de Met   | De Maskottes         |
| 2    | De Maskottes         | De Mannen van de Met    | De Maskottes            | De Maskottes           | De Mannen van de Met   | De Maskottes           | De Gebeure           |
| 3    | De Gebeure           | De Gebeure              | De Mannen van de Met    | De Gebeure             | De Maskottes           | De Vrie Kadeikes       | De Mannen van de Met |
| 4    | De Vrie Kadeikes     | De Vrie Kadeikes        | De Vrie Kadeikes        | De Vrie Kadeikes       | De Vrie Kadeikes       | De Smosjterpotten      | De Smosjterpotten    |
| 5    | De Leste Kannekes    | De Leste Kannekes       | Dei van ba Chic         | Dei van ba Chic        | De Smosjterpotten      | De Gebeure             | De Vrie Kadeikes     |
| 6    | De Smosjterpotten    | Dei van ba Chic         | De Leste Kannekes       | De Boemerangs          | De Boemerangs          | Dei van ba Chic        | Dei van ba Chic      |
| 7    | De Boerkes           | De Smosjterpotten       | De Boerkes              | De Leste Kannekes      | De Boerkes             | De Boemerangs          | De Boerkes           |
| 8    | De Froesjeleirs      | De Postichkes           | d'Afzakkers             | De Boerkes             | De Fleerefluiters      | De Pagadders           | De Fleerefluiters    |
| 9    | De Roeftoejoerkes    | De Fleerefluiters       | De Froesjeleirs         | De Fleerefluiters      | De Leste Kannekes      | De Boerkes             | De Postichkes        |
| 10   | d'Afzakkers          | De Boerkes              | De Fleerefluiters       | De Froesjeleirs        | De Froesjeleirs        | De Froesjeleirs        | De Froesjeleirs      |
| 11   | De Fleerefluiters    | De Froesjeleirs         | De Postichkes           | De Postichkes          | d'Afzakkers            | d'Afzakkers            | De Leste Kannekes    |
| 12   | De Postichkes        | d'Afzakkers             | De Rioukes              | d'Afzakkers            | De Pagadders           | De Fleerefluiters      | De Konfettis         |
| 13   | Dei van ba Chic      | De Rioukes              | De Smosjterpotten       | De Smosjterpotten      | Dei van ba Chic        | De Postichkes          | De Hallemettekes     |
| 14   | De Miniatuurkes      | De Miniatuurkes         | De Miniatuurkes         | De Pagadders           | Toeternitoe            | De Leste Kannekes      | De Pagadders         |
| 15   | De Hallemettekes     | De Kerjuizenuize        | De Kerjuizenuize        | Toeternitoe            | De Postichkes          | De Konfettis           | Van Moete Meuge      |
| 16   | De Kerjuizenuize     | De Vougelkes zonder kop | De Keutelkes            | Van Moete Meuge        | De Miniatuurkes        | Toeternitoe            | De Stoute Mennekes   |
| 17   | Zu Geboure           | De Dollekes             | De Hallemettekes        | Ni Zoage, Pinte Vroage | De Keutelkes           | De Hallemettekes       | d'Afzakkers          |
| 18   | Van 't Vat           | De Fontonellekes        | De Zotte Gev'Halle      | De Dollekes            | De Hallemettekes       | De Stoute Mennekes     | Keekebisj            |
| 19   | De Kassaafretters    | Zu Geboure              | Ni Zoage, Pinte Vroage  | De Miniatuurkes        | De Stoute Mennekes     | De Miniatuurkes        | De Keutelkes         |
| 20   | Tienentander         | De Stoute Mennekes      | Zu Geboure              | De Hallemettekes       | Ni Zoage, Pinte Vroage | Van Moete Meuge        |                      |
| 21   | Den Belleman         | De Zotte Gev'Halle      | De Dollekes             | Dei van 't Stad        | De Rioukes             | De Rioukes             |                      |
| 22   | De Fontonellekes     | De Barielgangers        | De Vougelkes zonder kop | De Stoute Mennekes     | Van Moete Meuge        | Ni Zoage, Pinte Vroage |                      |
| 23   | De Barielgangers     | De Hallemettekes        | De Stoute Mennekes      | De Keutelkes           |                        | De Keutelkes           |                      |
| 24   | De Dollekes          | Van 't Vat              | De Barielgangers        | De Vedetten            |                        |                        |                      |
| 25   | De Stoute Mennekes   | De Kassaafretters       | Dei van 't Stad         | De Rioukes             |                        |                        |                      |
| 26   |                      | Wetchjegawa             | Van Moete Meuge         |                        |                        |                        |                      |
| 27   |                      | Tienentander            |                         |                        |                        |                        |                      |
| 28   |                      | Van Moete Meuge         |                         |                        |                        |                        |                      |

## Muziek
Jaarlijks komen er nieuwe Halse liedjes uit, mits enige uitzondering worden die allemaal in het Hals gezongen en zijn bewerkingen van bestaande melodieën. De eerste liedjes worden opgevoerd tijdens de Carnavalsrevue in oktober. Ook met Halle op Losse Schroeven worden Halse liedjes opgevoerd in de muziekwedstrijd. Liedjes die het goed doen in deze laatste doen het dikwijls ook goed in de Carnaval Top 100 die sinds 2013 uitgezonden wordt twee weekends voor carnavalszaterdag. Voorheen werd deze uitgezonden de zondag voor Halfvasten sinds 2000. De carnavalisten kunnen jaarlijks stemmen voor 5 Halse liedjes en 5 buitenstedelijke liedjes die ze in de top 100 willen. Die regel is ingevoerd omdat de carnavalisten duidelijk de voorkeur gaven aan liedjes van eigen bodem ten koste van kwalitatief betere nummers volgens de radiomakers. Halse liedjes hebben nog steeds een licht overwicht maar de hoogste plaatsten worden wel meer en meer ingenomen door Halse nummers, zo is de top 11 van 2014 volledig samengesteld uit Halse liedjes. Tijdens de carnavalsdriedaagse hoort men een afwisseling tussen buitenstedelijke en Halse liedjes.
Na de Coronapandemie worden de eigen Halse producties dominanter tijdens de feestnachten en stoeten. Waar voordien Halse liedjes eerder sporadisch voorkwamen of slechts in een bijrol stelde men vast dat in 2024 net voornamelijk eigen liedjes gedraaid werden. Dit kan te wijten zijn aan het organiseren van optredens door lokale artiesten, een dj-mix wedstrijd voor Halse liedjes die Radio Victoria organiseert maar ook het toenemende aanbod met stijgende kwaliteit.
Sinds 2003 wordt jaarlijks, uitgezonderd 2014, een compilatie-cd uitgegeven van Halse carnavalsliedjes. In 2001 werd er eerst nog een cd uitgebracht met een compilatie van alle Halse carnavalshits van de 20ste eeuw. Bertrand Demiddeleer en Yves Debast zorgen ieder jaar voor de productie van de cd en sinds 2006 ook van de dvd. In 2014 wordt er geen cd uitgebracht met oorzaak de teloorgang van muziekwinkels en het gebruik van cd's in het algemeen. Mits de grote vraag is het project in 2015 heropgestart en een jaar later uitgebreid met een tweede uitgave die stoetliederen en oude nog niet op cd uitgegeven liedjes bundelt. In 2019 kwam de laatste verzamel-cd uit.
De compilaties zijn:
- 2001: 't Sitj in ons blood
- 2002: Boere me e Vontje
- 2003: Fieste as de bieste
- 2004: Springe springe springe & In Halle huudet knalle
- 2005: Alleman in de Raut
- 2006: We goen ons amezeire
- 2007: Zot van e Pintje
- 2008: La Bamba
- 2009: Wadesdana
- 2010: Ast moe plezant es...
- 2011: De Regenboog
- 2012: titel onbekend
- 2013: Allemoe Carnavaliste
- 2015: Lotj a moe goen
- 2016: Woe es den Tijd & Bisjkes en Andere...
- 2017: Strepke Trekken & E Posteur me een Zeel
- 2018: 'T es fiest
- 2019: Y.O.L.O. & Dikke zjat

## Het Hof

### Prinsenparen
Een volledig overzicht van prinsen en prinsessen is hier te vinden.
Prins en Prinses Carnaval
Enkele weken voor carnaval strijden de kandidaat-prinsenkoppels om de titel. Hierin is Halle een uitzondering omdat op de meeste carnavalsplaatsen één prins of prinses wordt gekozen. Een kandidaat-prins komt altijd op samen met een kandidaat-prinses, de onderlinge band die de twee kandidaten hebben is niet van belang. Het aantal kandidaten ligt ook hoger dan elders omdat Halattraction er naar streeft om de financiële drempels zo ver mogelijk terug te dringen. De kandidaten krijgen ook al enkele kleinere opdrachten te doen voor de Prinsenverkiezing. Men krijgt zowel proeven tegen elkaar als met elkaar waarbij de verschillende kandidaat-koppels moeten samenwerken.
Onderdelen van de prinsenverkiezing bevatten een rode draad, mini-rode draad, theoretische en praktische proeven. Er zijn proeven voor de gezamenlijke koppels en proeven voor de mannen en vrouwen afzonderlijk. De hele dag van de prinsenverkiezing is een afvallingswedstrijd met aan het einde de mogelijkheid voor het publiek in de zaal te stemmen voor hun favoriet uit de laatste koppels. Elk koppel heeft voor de hele wedstrijd twee getuigen aangeduid die voor hen het eerlijke verloop bewaken
De winnaars verdienen niet enkel de titel van Prins en Prinses Carnaval Halle maar krijgen ook een geldbedrag om hun prinselijke taken te bekostigen en hun carnavalskostuum aangeboden door Halattraction, waar elders de regerende prins zelf voor zijn uitrusting moet zorgen. De titel prins(es) carnaval is in Halle voor het leven, dat geldt ook voor de mini's en senioren die afzonderlijk aangesteld worden.
In de weken na hun verkiezing bezoeken zij de werkplaatsen en naaiateliers van de groepen en horen zij eieren naar de nonnen te brengen om goed weer af te dwingen met carnaval. Tijdens de feestdagen heersen zij over de stad. Een belangrijke rol van de uittredende prins is het nieuwe prinsenpaar aan te kondigen wanneer zij ergens aankomen. Zij vertegenwoordigen ook de Halse carnavalisten tijdens bezoeken aan andere carnavalsplaatsen.
Op 11 november, wanneer het nieuwe carnavalsjaar begint, worden zij opgenomen in hun respectievelijke ordes indien zij voor hun proeven slagen. Hun jaar als regerend prinsenpaar eindigt twee weken voor carnaval met de Verbranding van de Heerschappij van het Prinsenpaar. Tot 2010 werd dit gedaan op carnavalszaterdag.
Zij hebben verschillende plunjes. Wanneer zij net verkozen zijn krijgen zij een witte uitrusting die bestaat uit hoofddeksel (steek met fazantenveren voor de prins en een tiara voor de prinses) en cape. Met de driedaagse dragen zij hun volledige blauw-witte kostuum, met een nieuwe cape en voor de prins tevens een nieuwe steek. Na de verbranding van hun heerschappij krijgen zij wederom een nieuwe plunje met cape en hoofddeksel.
| Prinsen en Prinsessen | Prinsen en Prinsessen                      | Prinsen en Prinsessen                      |
| Jaar                  | Prinsenpaar                                | Groep                                      |
| --------------------- | ------------------------------------------ | ------------------------------------------ |
| 2025                  | ZZ Bram I - HZ Rani I                      | HKV De Gebeure - VK Den Buum in            |
| 2024                  | ZZ Joery II - HZ Natasja I                 | HKV De Mannen van de Met - HKV d'Afzakkers |
| 2023                  | ZZ Steve I - HZ Evy I                      | HKV De Froesjeleirs                        |
| 2022                  | ZZ Nico I - HZ Katleen I                   | Den Belleman - Bellevraa                   |
| 2019                  | ZZ Peter I - HZ Cindy II                   | HKV De Mannen van de Met                   |
| 2018                  | ZZ Jurgen II - HZ Sasa I                   | HKV Wemmetgat                              |
| 2017                  | ZZ Chris III - HZ Christel I               | HKV Van 't Vat                             |
| 2016                  | ZZ Ambi I - HZ Steffi I                    | HKV De Boerkes - HKV De Fleerefluiters     |
| 2015                  | ZZ Jimmy I - HZ Lindsay I                  | HKV De Smosjterpotten                      |
| 2014                  | ZZ Thierry I - HZ Katelijne I              | HKV De Maskottes                           |
| 2013                  | ZZ Chris II - HZ Cindy I                   | HKV De Vrie Kadeikes - HKV De Boerkes      |
| 2012                  | ZZ André II - HZ Connie I                  | HKV De Maskottes                           |
| 2011                  | ZZ Wouter I - HZ Inneke I                  | HKV De Gebeure                             |
| 2010                  | ZZ Ivo I - HZ Kristel I                    | HKV De Postichkes                          |
| 2009                  | ZZ Hans I - HZ Saskia I                    | HKV De Froesjeleirs                        |
| 2008                  | ZZ Frans II - HZ Sonia I                   | HKV De Mannen van de Met                   |
| 2007                  | ZZ Ken I - HZ Jenny I                      | HKV De Gebeure                             |
| 2006                  | ZZ Chris I - HZ Peggy I                    | HKV Keekebisj                              |
| 2005                  | ZZ Danny I - Veerle I                      | KHV De Gebeure                             |
| 2004                  | ZZ Lorre I - HZ Caroline I                 | HKV De Nachtratten                         |
| 2003                  | ZZ Luc II - HZ Carine I                    | HKV De Gebeure - HKV De Smosjterpotten     |
| 2002                  | ZZ Eddy I - HZ Sofie I                     | HKV Dei van Ba Chic                        |
| 2001                  | ZZ John I - HZ Christine I                 | HKV De Maskottes                           |
| 2000                  | ZZ Werner I - HZ Cindy I                   |                                            |
| 1999                  | ZZ Jurgen I - HZ Annick I                  |                                            |
| 1998                  | ZZ Joeri I - HZ Vanessa I                  |                                            |
| 1997                  | ZZ Joel I - HZ Nadia I                     |                                            |
| 1996                  | ZZ Johan II - HZ Nathalie                  |                                            |
| 1995                  | ZZ Johan I - HZ Nadine I                   |                                            |
| 1994                  | ZZ Staaf - HZ Lieve                        |                                            |
| 1993                  | ZZ Yves - HZ Saskia                        |                                            |
| 1992                  | ZZ Jan - HZ Mia                            |                                            |
| 1991                  | ZZ Jean Pierre I - HZ Jeanine I            |                                            |
| 1990                  | ZZ André I - HZ Nicky                      |                                            |
| 1989                  | ZZ Jean-Pierre - HZ Sonia                  |                                            |
| 1988                  | ZZ Luc I - HZ Annie I                      |                                            |
| 1987                  | ZZ Fred I - HZ Marie José I                |                                            |
| 1986                  | ZZ Theo - HZ Chris                         |                                            |
| 1985                  | ZZ Victor - HZ Paola                       |                                            |
| 1984                  | ZZ Edouard I (den boy) - HZ Marie Louise I |                                            |
| 1983                  | ZZ Herman - HZ Viviane                     |                                            |
| 1982                  | ZZ José - HZ Marie-André                   |                                            |
| 1981                  | ZZ Stokske - HZ Danielle                   |                                            |
| 1980                  | ZZ Jos I - HZ Monika I                     | HKV De Froesjeleirs                        |
| 1979                  | ZZ Sisse (frit) I - HZ Olivia              |                                            |
| 1978                  | ZZ Mark I                                  |                                            |
| 1977                  | ZZ Frans I                                 |                                            |
| 1976                  | ZZ Edgard I                                |                                            |
| 1975                  | ZZ Boeing I                                |                                            |
| 1974                  | ZZ Milo I                                  |                                            |
| 1973                  | ZZ Lowie I                                 |                                            |
| 1972                  | ZZ Omer II                                 |                                            |
| 1971                  | ZZ Corneille I                             |                                            |
| 1970                  | ZZ Jean I                                  |                                            |
| 1969                  | ZZ Claude II                               |                                            |
| 1968                  | ZZ Omer I                                  |                                            |
| 1967                  | ZZ Marcel I                                |                                            |
| 1966                  | ZZ Claude I                                |                                            |
| 1965                  | ZZ Paul II                                 |                                            |
| 1964                  | ZZ Paul I                                  |                                            |
| 1963                  | ZZ Lode I                                  |                                            |
| 1962                  | ZZ Pierre I                                |                                            |
| 1961                  | ZZ Jean I                                  |                                            |
| 1960                  | ZZ Charles I                               |                                            |
| 1959                  | ZZ Hugo I                                  |                                            |
| 1958                  | ZZ Roland I                                |                                            |

Seniorenprins en Seniorenprinses
Zij vertegenwoordigen de ouderen in de samenleving. In regel zijn zij al gepensioneerd en brengen veel tijd door met het prinsenpaar. Hun kostuum is zwart.
Mini-Prins en Mini-Prinses
Zij vertegenwoordigen de jongeren in de samenleving en openen de carnavalsfoor. De drie regerende prinsenkoppels tezamen worden ook wel het "Pluimengedoe" genoemd.

### Bescherming en Begeleiding
Hofmaarschalk en Hofdame
De hofmaarschalk en hofdame komen niet elk jaar voor. Ze staan in voor de bescherming van het prinsenpaar, net zoals de stedelijke prinsengarde, verder spelen zij een vervangende rol indien het prinsenpaar niet aanwezig kan zijn. Vroeger waren de hofmaarschalk en hofdame de kandidaten voor het prinsenpaar die op de tweede plaats strandden. Zij dragen een scharlakenrood kostuum, de hofmaarschalk heeft geen fazantenveren op zijn steek.
Mini-Hofmaarschalk en Mini-Hofdame
Zij zijn kinderversies van de hofmaarschalk en hofdame. Hun rol is gelijkaardig.
Hofnar en Hofnarcis
Het hofnarrenpaar bestaat sinds 2006 en heeft tot doel het prinsenpaar te vergezellen tijdens hun heerschappij. Ze worden aangeduid door het prinsenpaar zelf en zijn gehuld in blauw en wit.
Mini-Hofnar en Mini-Hofnarcis
Zij hebben dezelfde functie als de hofnar en hofnarcis maar hun aanstelling verschilt. Deze jeugdversies zijn de jongen en meisje die tweedes werden in de miniprinsenverkiezing.
Herauten
Herauten kondigen de komst van het prinsenpaar overal aan waar ze tijdens de driedaagse langskomen. Hun instrument is de bazuin.
Dansmariekes
Dansmariekes zijn een gardedansgroep en zij begeleiden het prinsenpaar tijdens carnaval. Zij geven ook een opvoering met de Lichtstoet.
Prinsengarde
De Stedelijke Prinsengarde neemt de beveiliging van het prinsenkoppel voor zich. Tevens dragen zij de standaard.
Deze "soldaten" hebben een laat-18e-, vroeg-19e-eeuwse uitrusting gebaseerd op Pruisische militairen. Het is een duidelijk Rijnlands gebruik.

## Media
Het Halse carnaval komt jaarlijks uitgebreid in de lokale media. Zo brengt Ring tv jaarlijks een verslag uit in haar nieuwsuitzending van het feest zelf maar de zender spendeert ook aandacht vooraf aan dit thema.
Bij de radio's spenderen Radio Victoria en in mindere mate Stadsradio Halle bijzondere aandacht aan en inspanningen voor het carnaval. Dit gaat van speciale programma's tot het opzetten van een tijdelijke nichezender. Er wordt ook jaarlijks live uitgezonden vanop de grote markt met beeld en geluid.
Online en papieren kranten besteden ook de veel aandacht aan het feest. Voor de grote Vlaamse kranten blijft dit in de praktijk beperkt tot de lokale edities van haar uitgaves.

## Trivia
- In 2009 vormde Carnaval Halle het decor voor opnames van de fictiereeks Witse.
- Het Carnaval is tevens te volgen op Radio Victoria en in 2010 ook via FM Brussel.
- Halle was ook de gastheer voor het Bal der Goedgemutsten in 2012 onder impuls van De Leste Boerekannekes.[23]
- In januari 2012 bezocht aartsbisschop André Léonard het atelier van HKV De Maskottes tijdens zijn bezoek aan de parochie Halle.
- Begin maart 2017 noemt Otto-Jan Ham in het Canvas-programma De Ideale Wereld het Halse Carnaval ongelukkig "een soort van tweederangs Aalst". Onmiddellijk zijn blunder inziende probeert hij het recht te zetten om te besluiten dat het "zeer gevoelig ligt".[24]